# Fruktanska beta-(2,6)-fruktozidaza
Fruktan beta-(2,6)-fruktozidaza (EC 3.2.1.154, beta-(2-6)-fruktan eksohidrolaza, 6-FEH, beta-(2,6)-D-fruktan fruktohidrolaza) je enzim sa sistematskim imenom (2->6)-beta-D-fruktan fruktohidrolaza. Ovaj enzim katalizuje sledeću hemijsku reakciju
hidroliza terminalnih, neredukujućih (2->6)-vezanih beta-D-fruktofuranoznih ostataka fruktana
Najbolji supstrati su fruktani levanskog tipa kao što je 6-kestotrioza [beta--fruktofuranozil-(2->6)-beta--fruktofuranozil alfa--glukopiranozid] i 6,6-kestotetraoza [beta--fruktofuranozil-(2->6)-beta--fruktofuranozil-(2->6)-beta--fruktofuranozil alfa--glukopiranozid].

## Literatura
- Nicholas C. Price; Lewis Stevens (1999). Fundamentals of Enzymology: The Cell and Molecular Biology of Catalytic Proteins (Third изд.). USA: Oxford University Press. ISBN 019850229X.
- Eric J. Toone (2006). Advances in Enzymology and Related Areas of Molecular Biology, Protein Evolution (Volume 75 изд.). Wiley-Interscience. ISBN 0471205036.
- Branden C; Tooze J. Introduction to Protein Structure. New York, NY: Garland Publishing. ISBN 0-8153-2305-0.
- Irwin H. Segel. Enzyme Kinetics: Behavior and Analysis of Rapid Equilibrium and Steady-State Enzyme Systems (Book 44 изд.). Wiley Classics Library. ISBN 0471303097.

## Spoljašnje veze
- Fructan+beta-(2,6)-fructosidase на 